# 陳廣仁
陳廣仁（1971年12月29日—，藝名MC仁），獨立音樂人、塗鴉藝術家，修西藏密宗，研究神秘學，香港文化研究。

## 簡歷
陳廣仁在聖芳濟各書院畢業後於書店工作，於1990年到法國修讀視覺藝術及觀念藝術碩士畢業，於1997年回到香港。求學時接觸到Hip Hop文化，1990起年到美國、法國等地街頭塗鴉，其“長城塗鴉照” 曾在中國網上引起極大議論，被《Time》雜誌稱為“亞洲塗鴉第一人”。
1997年於法國 圖爾美術學院 取得碩士學位後回港，最初為 Rap Metal 樂隊 N.T. 的主音，1999年成為Hip Hop樂隊LMF的主音之一，2003年LMF解散後，曾與廚房仔及陳冠希合作，以「三角度3 Corners」名稱製作專輯。2006年建立品牌「寧死不屈 NSBQ」，在網上發售自家設計產品。2008年推出首張個人專輯《福建音樂》。2009年LMF復出，MC仁亦有參與。目前在網上電台發放音樂、發售產品，偶爾塗鴉，並和不少主流歌手一起創作音樂。2014年推出首張個人大碟《自行判斷Judge by self》 ，以音樂藝術實驗概念推出，親自力邀多位本地音樂創作人參與，包括黃耀明、黃貫中、恭碩良﹑《秋紅》主音Jan Lo、許懷谷、Lou@N.T.樂隊等等。
近年MC仁除了發表了其首張個人專輯 “自行判斷”亦進行了不少實驗音樂的創作，在世界各地錄音，如英國圓石陣、冰島的古人音樂山洞、美國的Integratron等等⋯⋯
作词喜歡語意雙關，用同音字隱喻社會和政治。其流行歌詞作品亦曾為香港浸會大學朱耀偉教授的中文流行歌詞研究的對象之一。現與廚房仔﹑C-Infamous及DJ Prepare組成創意團體4PK，不定期推出主題 T-SHIRT﹑服飾﹑音樂等創意作品。
除了音樂﹑藝術之外，MC仁亦會到大學教授批判性思考，另有修讀佛教、西藏密宗。2015-6年主持網台節目《俾仁研究》，內容廣泛，包括神秘學﹑音樂﹑藝術等等，亦經常作網台嘉賓，於節目《神秘之夜》分享個人神秘經驗﹑旅行見聞﹑研究等等。

## 私人生活
曾於節目《藍皮書》提到因修行關係實行禁慾主義，至今大概七年時間。現居粉嶺坪輋村屋，寵物為八哥犬「Gudii」，於十五年前在BAND房外看見一隻流浪八哥犬被人欺負，之後收養一直至今。名字起源於街上聽見印巴裔小孩打罵，為該國的髒言穢語。

## 所屬團體
- LMF：全名Lazy Mother Fucker，中文名為大懶堂，是於1999年成立的一隊香港新金屬、硬核嘻哈、饒舌搖滾樂隊組合。
- 4PK：中文名肆個仆街，與廚房仔﹑C-Infamous及DJ PREPARE 合作的創作組合。
- 香村（Fragrant Village）：2016年與坪輋、古洞、馬屎埔村民及香港獨立音樂人合作的團體，其中於《空城計劃 EmptySpace 2016》推出歌曲《門前蓮塘 - MCYAN feat. Heartgrey, LomLong》，諷刺於紅色國土前方，大白象工程掠市民水。
- 黃禍：多人搖滾樂團，著名成員有廚房仔等人，曾於 hidden agenda 等地下場地演出。

### 參與歌曲
- 2016
  - 河國榮 - 《真‧香港地》[6]

## 外部連結
- MC仁在《alivenotdead》的博客（页面存档备份，存于）
- 寧死不屈 NSBQ
- MC Yan blog
- MC仁的Facebook專頁
- MC仁的Instagram帳戶（页面存档备份，存于）
- YouTube上的MC仁（页面存档备份，存于）
- 主題：John Lennon 主持：林紀陶、梁錦祥、何故、MC仁
- OurRadio神秘之夜 2011年3月12日主題：日本沉沒??? 主持：林紀陶、梁錦祥、何故、MC仁
- OurRadio神秘之夜, 客席主席: MC仁